# Provincia de Ordu
Ordu es una de las 81 provincias de Turquía. Se encuentra situada en el norte del país, en la costa del mar Negro. Tiene como capital la ciudad homónima. Limita al noroeste con la provincia de Samsun, al suroeste con la provincia de Tokat, al sur con la provincia de Sivas, y al este con la provincia de Giresun. En la provincia habita una minoría de georgianos Cheveneburi.
- Distritos (ilçeler):
  - Akkuş
  - Altınordu
  - Aybastı
  - Çamaş
  - Çatalpınar
  - Çaybaşı
  - Fatsa
  - Gölköy
  - Gülyalı
  - Gürgentepe
  - İkizce
  - Kabadüz
  - Kabataş
  - Korgan
  - Kumru
  - Mesudiye
  - Perşembe
  - Ulubey
  - Ünye